# ترابایت
ترابایت (به انگلیسی: Terabyte) یا TB، یکای اطلاعات و ذخیره‌سازی در رایانه است. این واژه از پیشوند ترا و واژه بایت تشکیل شده‌است. هر ترابایت برابر ۱۰۲۴ گیگابایت است. به عبارتی هر ترابایت برابر ۲۱۰ گیگابایت است.
بخش فناوری ذخیرهٔ اطلاعات شرکت هیتاچی در سال ۲۰۰۷ نخستین دیسک سخت درونی ۱ ترابایتی جهان را معرفی کرد. این دیسک سخت که به نام DESK STAR 7K1000 معرفی شده‌بود، در نمایشگاه محصولات الکترونیکی لاس وگاس در معرض دید همگان قرار گرفته‌بود.